# Correction de champ plat

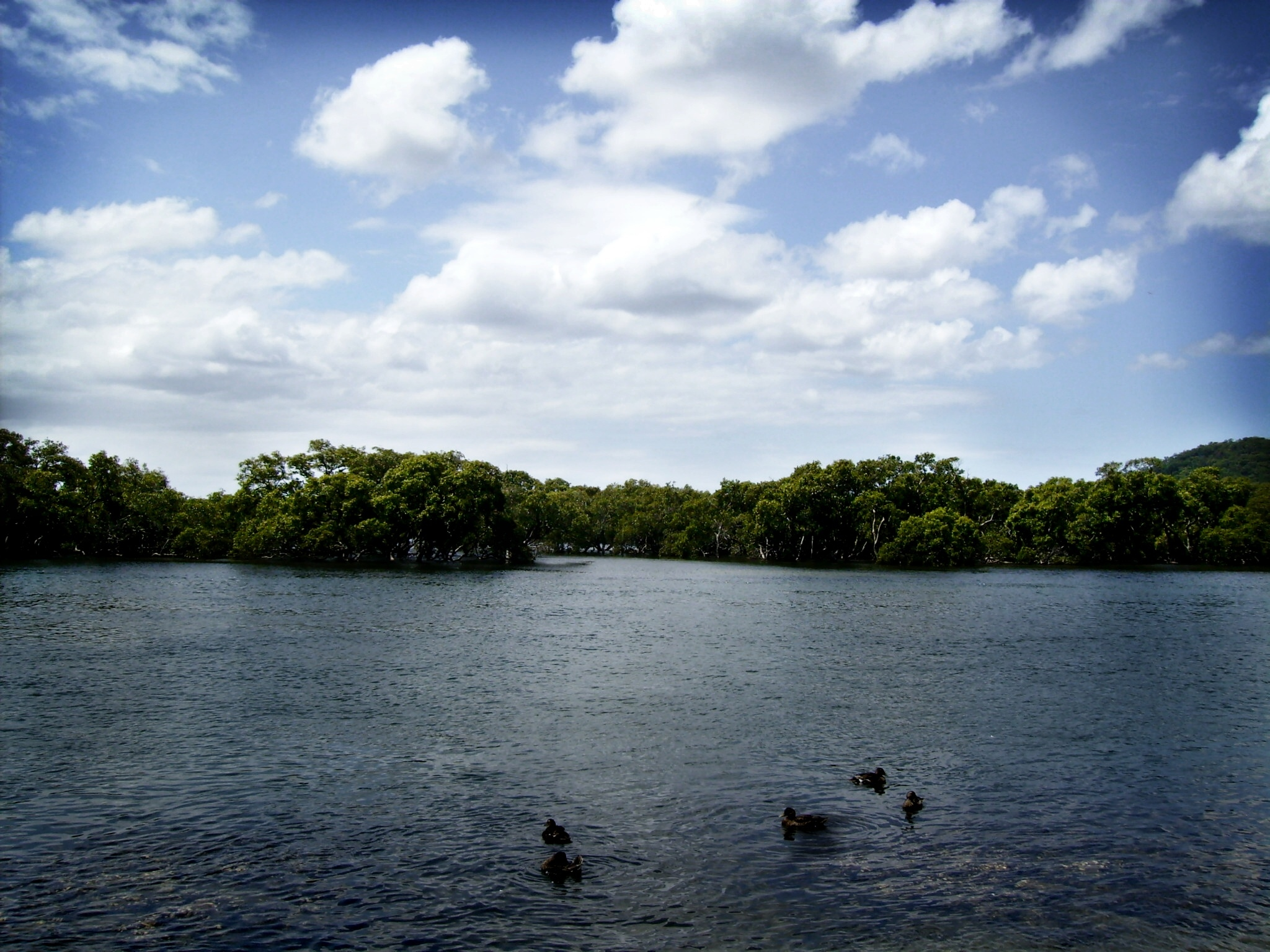
La variation de luminosité due au vignettage, comme illustré ici, peut être corrigée en éclaircissant sélectivement le périmètre de l'image.

La correction de champ plat (FFC, de l'anglais flat-field correction) est une technique d'amélioration des images par annulation des artefacts causés par les variations de la sensibilité pixel-à-pixel du détecteur et par les distorsions du chemin optique. Il s'agit d'une procédure d'étalonnage standard utilisée dans maints domaines allant des appareils photo numériques personnels aux grands télescopes.

## Principe
Le champ plat fait référence au processus de compensation des différents gains et courants d'obscurité dans un détecteur. Une fois qu'un détecteur a été correctement étalonné, un signal uniforme créera une sortie uniforme (donc un champ plat). Cela signifie alors que tout autre signal est dû au phénomène détecté et non à une erreur systématique.
La correction de champ plat se réalise en imageant un écran uniformément éclairé, produisant ainsi une image de couleur et de luminosité uniformes sur tout le cadre. Pour les caméras portables, l'écran peut être un simple morceau de papier tenu à bout de bras, alors que pour un télescope, une partie claire du ciel au crépuscule, lorsque l'éclairage est uniforme et qu'il y a peu ou pas d'étoiles visibles, peut faire l'affaire. Une fois ces images acquises, le traitement peut commencer.
Un champ plat se compose de deux nombres pour chaque pixel, le gain du pixel et son courant d'obscurité. Le gain du pixel est la façon dont la quantité de signal donnée par le détecteur varie en fonction de la quantité de lumière (ou son équivalent pour les mesures non-lumineuses). Le gain est presque toujours une variable linéaire, en tant que tel, le gain est donné simplement comme le rapport des signaux d'entrée et de sortie.
Le courant d'obscurité est la quantité de signal émis par le détecteur lorsqu'il n'y a pas de lumière incidente. Pour de nombreux détecteurs, ce courant peut dépendre du temps. Ainsi, par exemple, pour les télescopes, il est courant de prendre une image sombre d'une durée équivalente à celle de l'exposition à la lumière prévue.
Pour les systèmes optiques, le gain et le courant sombre peuvent également être établis en utilisant une série de filtres à densité neutre pour donner des informations sur le signal d'entrée / sortie. Cela implique un ajustement des moindres carrés pour obtenir les valeurs du courant d'obscurité et du gain, ajustement prenant la forme :{\displaystyle C={\frac {(R-D)\times m}{(F-D)}}=(R-D)\times G}où :
- C = image corrigée
- R = image brute
- F = image de champ plat
- D = champ sombre ou cadre sombre
- m = valeur moyennée par l'image de ( F − D )
- G = Gain = {\displaystyle m \over (F-D)}

Dans cette équation, les variables en majuscules sont des matrices en deux dimensions et celles en minuscules, des scalaires. Toutes les opérations matricielles sont effectuées élément par élément.

## En imagerie par rayons X
En imagerie par rayons X, les images de projection acquises souffrent généralement d'un bruit à motif fixe, qui est l'un des facteurs limitants de la qualité de l'image. Cela peut provenir de l'inhomogénéité du faisceau, des variations de gain de la réponse du détecteur dues à des inhomogénéités dans le rendement de conversion des photons, des pertes dans le transport des charges, le piégeage de charges ou des variations dans les performances de la lecture. De plus, l'écran scintillateur peut accumuler de la poussière et/ou des rayures sur sa surface, ce qui entraîne des motifs systématiques dans chaque image de projection de rayons X acquise.
En tomodensitométrie à rayons X, le bruit à motif fixe dégrade considérablement la résolution spatiale réalisable et conduit généralement à des artefacts en anneau ou en bande dans les images reconstruites. Le bruit de motif fixe peut être facilement supprimé à l'aide de la correction de champ plat. En effet, dans la correction de champ plat classique, les images de projection sans échantillon sont acquises avec et sans le faisceau de rayons X activé, qui sont appelés champs plats (F) et champs sombres (D). Sur la base des champs plats et sombres acquis, les images de projection mesurées (P) avec échantillon sont ensuite normalisées en nouvelles images (N) selon la relation suivante : {\displaystyle N={\frac {(P-D)}{(F-D)}}}